# D'Artagnan (film)
D'Artagnan è un film del 2001 diretto da Peter Hyams, basato sul classico di Alexandre Dumas (padre) I tre moschettieri, il cast è composto da attori come Catherine Deneuve, Stephen Rea, Mena Suvari, Tim Roth e Justin Chambers.

## Trama
D'Artagnan è presentato come un ingenuo giovanotto di campagna, che dopo la dolorosa morte del padre per mano del crudele Febre, fa le prime esperienze di vita nello squallore della periferia parigina e fra amore, humor e duelli si spiana la strada del successo fra le guardie del re Luigi XIII.

## Distribuzione
Il film uscì il 7 settembre 2001 quattro giorni prima degli attentati dell'11 settembre, ha riscosso un discreto successo al botteghino negli Stati Uniti  nonostante le recensioni ampiamente negative della critica. In Italia il film uscì l'8 febbraio 2002.

## Accoglienza

### Incassi
Universal Pictures ha collaborato con Miramax Films per acquistare i diritti del film in Nord America e Regno Unito per $ 7,5 milioni.. Il film ha debuttato con un'apertura di 10,7 milioni prima di Two Can Play That Game. Nel suo secondo fine settimana il film ha incassato 5,3 milioni di dollari. Ha continuato a incassare 27 milioni di dollari in Canada e negli Stati Uniti, ed è stato molto redditizio per la Universal.[10] Il film ha anche incassato 7 milioni di dollari in altri mercati per un totale mondiale lordo di 34 milioni di dollari. È stato il film numero uno nel paese durante la settimana degli attacchi terroristici dell'11 settembre 2001.